# Dschiheads
Dschiheads ist der Titel eines 2013 erschienenen Science-Fiction-Romans von Wolfgang Jeschke.

## Romanhandlung
Die Handlung spielt in einer Zeit, in der die Menschheit einige andere Planeten besiedelt hat; Erinnerungen an die alte Erde sind aber noch nicht verblasst. Die beschriebene Technik, insbes. der Raumfahrt, erscheint nicht allzu futuristisch.
Die Handlung findet auf einem der kolonisierten Planeten statt, der am inneren Rand der habitablen Zone seines Sonnensystems liegt, mit anderen Worten, sehr heiß ist und überwiegend wüstenartig; lediglich an den Polen herrschen gemäßigte Temperaturen, von einem Pol (dem Haar, einem urwaldartigen Gebiet) zum anderen, dem Delta, durchzieht ihn ein Fluss, der Onto. An diesem haben sich in Äquatornähe Flüchtlinge angesiedelt, deren Vorfahren auf der Erde religiös begründete Attentate verübt hatten und deshalb einem hirnchirugischen Eingriff unterzogen werden sollten, der Frömmigkeit beseitigt und laut Roman Anfang des 21. Jahrhunderts in Guantanamo ersonnen worden war. Um an ihrer Glaubenslehre festhalten zu können, erfolgte die Emigration seinerzeit weitab vom Einflussgebiet der Sternenflotte. Ein geistliches Oberhaupt, der Großarchon, herrscht als absoluter Herrscher, obwohl die Sternenflotte auf dem Planeten, der offiziell Hot Edge heißt, während er von den Dschiheads Paradise genannt wird, inzwischen eine kleine Basis hat.
Der frühere Basiskommandant, der zur Zeit der Romanhandlung tödlich verunglückt und durch einen Nachfolger ersetzt worden war, hatte bei der Sternenflotte eine wissenschaftliche Untersuchung von durch vermeintlich intelligente nichtmenschliche Lebensformen hinterlassene Felszeichnungen angeregt.
Als zwei Wissenschaftler vom Nachbarplaneten New Belfast eintreffen, die von einem Hundecyborg begleitet werden, werden sie vom neuen Kommandanten als Störenfriede behandelt, zumal der frühere Kommandant zu fantasievoll gewesen sei und sich stets mit der nahegelegenen religiösen Gemeinschaft der Dschiheads angelegt habe. Er behindert die weitere Untersuchung nach Kräften.
Die Handlung wechselt zwischen den Erlebnissen der Wissenschaftler, eines schwarzen Mannes und einer Frau, und denjenigen eines Jungen aus dem Dorf der Dschiheads. Er ist ein Außenseiter, schenkt der religiösen Indoktrination im Gegensatz zu seiner Mutter keinen Glauben und bemerkt die zahlreichen Machtmissbräuche des Oberhauptes. Sein einziger Freund ist taubstumm, verständigt sich mit ihm in Gebärdensprache, welche der Grossarchon als gotteslästerlich unterdrückt und hat mentalen Kontakt zu den nichtmenschlichen Lebensformen, einer aquatisch lebenden Gemeinschaft von schildkrötenähnlichen Wesen (Dongos), die zudem in Symbiose zu ameisenähnlichen Insekten leben.
Als der männliche Wissenschaftler versucht, mit dem Grossarchon zu reden, wird er als vermeintlicher Ketzer auf den Stufen des Tempels von Gehilfen des Oberhauptes überfallen, misshandelt und eingesperrt. Er hatte die Stiefel nicht ausgezogen und soll nun vor dem Volk als Warnung vor der Rache Gottes gehenkt werden. Der Kommandant setzt sich nur zögerlich für den Wissenschaftler ein, insbesondere beachtet er die Gebräuche der Religiösen, obwohl sie den Statuten der Sternenflotte widersprechen.
Der Dorfjunge, der dem bereits geflohenen Freund nachfolgen will (durch das Anheuern auf einem den Fluss langtreibenden Handelsboot mit Baumstämmen), rettet den fremden Wissenschaftler, dem der Sprung in den Fluss zwar gelungen war, der aber die tödlichen Wasserlebewesen nicht kennt.
In der Folge besichtigen die Wissenschaftler die Felszeichnungen, die der Grossarchon zerstören will, und entgehen einem weiteren Mordanschlag. Mit Hilfe von Skizzen des geflohenen Freundes des Dorfjungen entdecken sie die Hintergründe und erfahren auch, dass der Grossarchon gemeinsam mit dem Basiskommandanten einen einträglichen Schwarzmarkthandel mit den konservierten Augen getöteter Dongos betreibt, die als Juwelen angesehen werden. Um die Täuschung aufrechtzuerhalten und die Rachegelüste des Grossarchons zu befriedigen, soll das Wissenschaftlerteam bei der Rückkehr zur Raumstation bei einer vermeintlichen Notlandung endgültig getötet werden; wiederum misslingt dies durch eine List. Zurück auf dem Heimatplaneten sorgen sie für eine Untersuchung der Vorfälle. Dabei erfahren sie, dass der frühere Kommandant ebenfalls durch Sabotage ums Leben kam.
Dem Dorfjungen gelingt die Flucht. Er heuert bei Flößern an und lernt einen gänzlich abweichenden Lebensstil kennen.

## Auszeichnungen
Wolfgang Jeschke erhielt den Kurd-Laßwitz-Preis und den Deutschen Science Fiction Preis jeweils für Dschiheads als bestem Roman 2014.

## Ausgaben
- 2013: Dschiheads. Heyne, München, ISBN 978-3-453-31491-7, auch als E-Book